# Anton Paulik

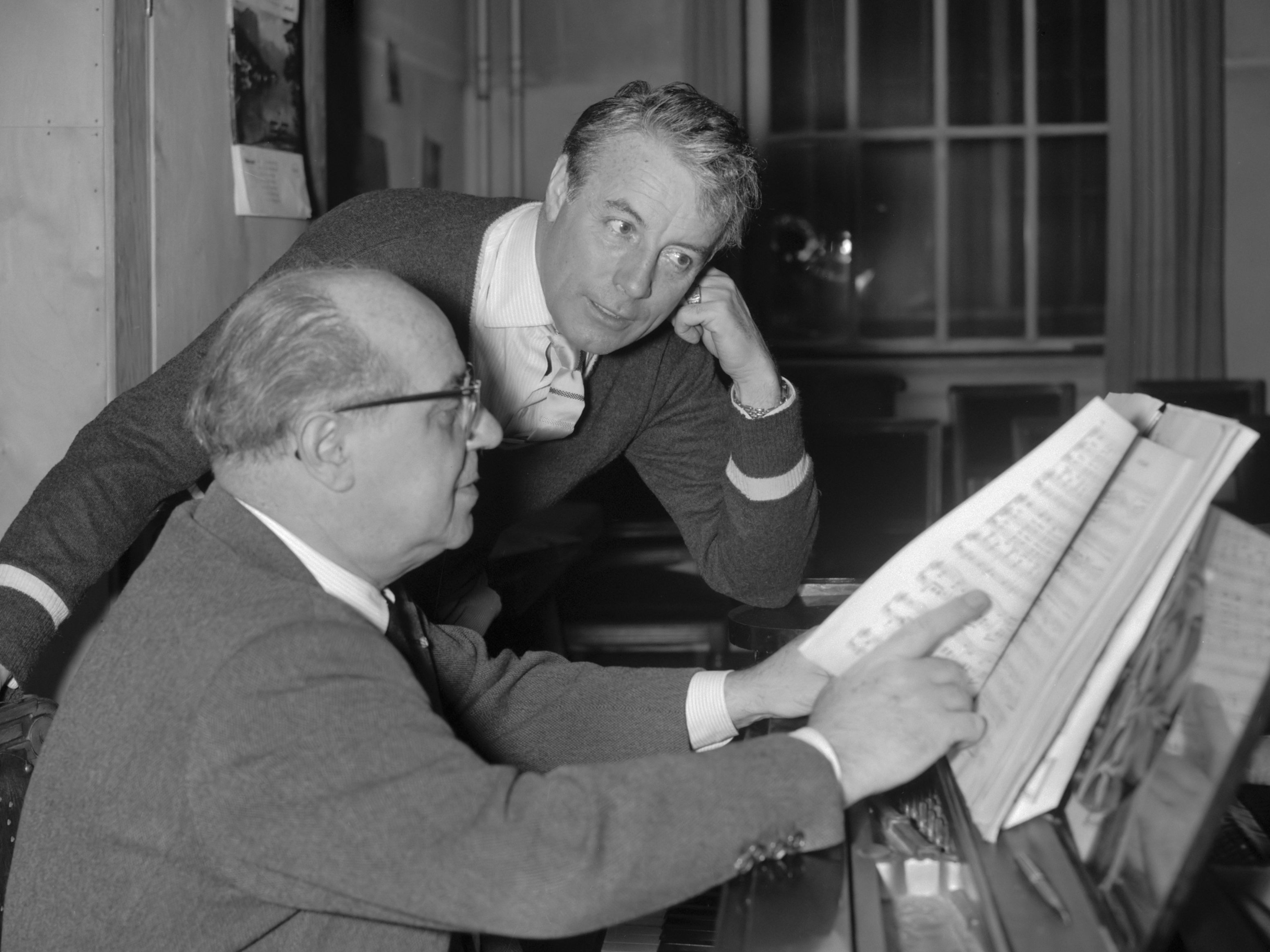
Johan Heesters en Anton Paulik (l.) (1960)

Anton Paulik (Preßburg, 24 mei 1901 – Wenen, 23 april 1975) was een Oostenrijks componist, dirigent en arts van Slowaakse afkomst.

## Levensloop
Paulik studeerde geneeskunde en werd aanvankelijk arts, maar hij voelde zich meer en meer van de muziek aangetrokken. Hij studeerde muziek in Boedapest en Wenen. Van 1921 tot 1938 was hij kapelmeester van het Theater an der Wien. Aldaar dirigeerde hij tot 1930 talrijke werken uit de Weense operette-era, waaronder in 1924 de première van Emmerich Kálmáns operette Gräfin Mariza. Vervolgens werd hij kapelmeester in Wenen van de Wiener Staatsoper en bleef in deze functie tot het einde van de Tweede Wereldoorlog. Na de oorlog was hij tot aan zijn dood als kapelmeester verbonden aan de Volksoper Wien. 
Hij was gehuwd met de Weense operette ster Esther Réthy. In 1961 werd hij tot professor benoemd. Hij ontving verschillende prijzen en onderscheidingen waaronder het Gouden Ereteken van Verdienste voor de Republiek Oostenrijk in 1958 en het Oostenrijkse Erekruis voor Wetenschap en Kunst in 1971. 
Voor het Amerikaans platenlabel Vanguard Records maakte hij vanaf 1950 talrijke opnames op langspeelplaten met muziek van de Strauss-familie en andere walsen-componisten zoals Oskar Fetrás, Iosif Ivanovici, Joseph Lanner, Oskar Nedbal, Juventino Rosas Cadenas, Eduard Strauss, Émile Waldteufel en Carl Michael Ziehrer. Deze opnames hebben mee bijgedragen deze muziek en de componisten wereldwijd bekend te maken. Verder maakte hij twee complete operette opnames voor Vanguard Records van Der Zigeunerbaron van Johann Strauss jr. en Der Bettelstudent van Karl Millöcker. Maar hij verzorgde ook plaatopnames voor andere labels, zoals de operette Eine Nacht in Venedig van Johann Strauss jr. en de opera Die schöne Galathée van Franz von Suppé die hij tijdens het Bregenz Festival in 1951 dirigeerde voor het Engelse Saga label en Emmerich Kálmáns Gräfin Mariza voor het label Decca. 
In 1974 was hij in Engeland en dirigeerde Die Fledermaus (De vleermuis) van Johann Strauss jr. voor de English National Opera in het London Coliseum. 
Van Paulik als componist is vooral de Polnischer Hochzeitstanz (Poolse bruiloftsdans) bekend, die ook nu nog (2010) in de bewerking van Cornelius Marten Mellema voor harmonieorkest gespeeld wordt. Verder is het Schwipslied, voor orkest op verschillende platen en cd's opgenomen. 